# Ledringhem
Ledringhem (niederländisch Ledringem) ist eine französische Gemeinde mit 618 Einwohnern (Stand 1. Januar 2022) im Département Nord in der Region Hauts-de-France. Sie gehört zum Arrondissement Dunkerque, zum Kanton Wormhout und zum Gemeindeverband Hauts de Flandre.

## Geografie
Die Gemeinde Ledringhem liegt in Französisch-Flandern, 22 Kilometer südsüdöstlich von Dünkirchen und zehn Kilometer westlich der Grenze zu Belgien. Umgeben wird Ledringhem von den Nachbargemeinden Esquelbecq im Norden, Wormhout im Osten, Zermezeele im Südosten sowie Arnèke im Südwesten und Westen.

## Geschichte
Während des Zweiten Weltkriegs war der Ort Schauplatz des Gefechtes von Ledringhem, bei dem sich britische und deutsche Truppen gegenüberstanden. Ein Militärfriedhof erinnert daran.
Der Schatz von Ledringhem ist ein gallischer Münzschatz, der 1852 im Hof eines Bauernhofs entdeckt wurde.

## Bevölkerungsentwicklung
| Jahr                       | 1962 | 1968 | 1975 | 1982 | 1990 | 1999 | 2011 | 2020 |
| Einwohner                  | 399  | 418  | 403  | 522  | 533  | 507  | 479  | 640  |
| Quellen: Cassini und INSEE |      |      |      |      |      |      |      |      |

## Sehenswürdigkeiten

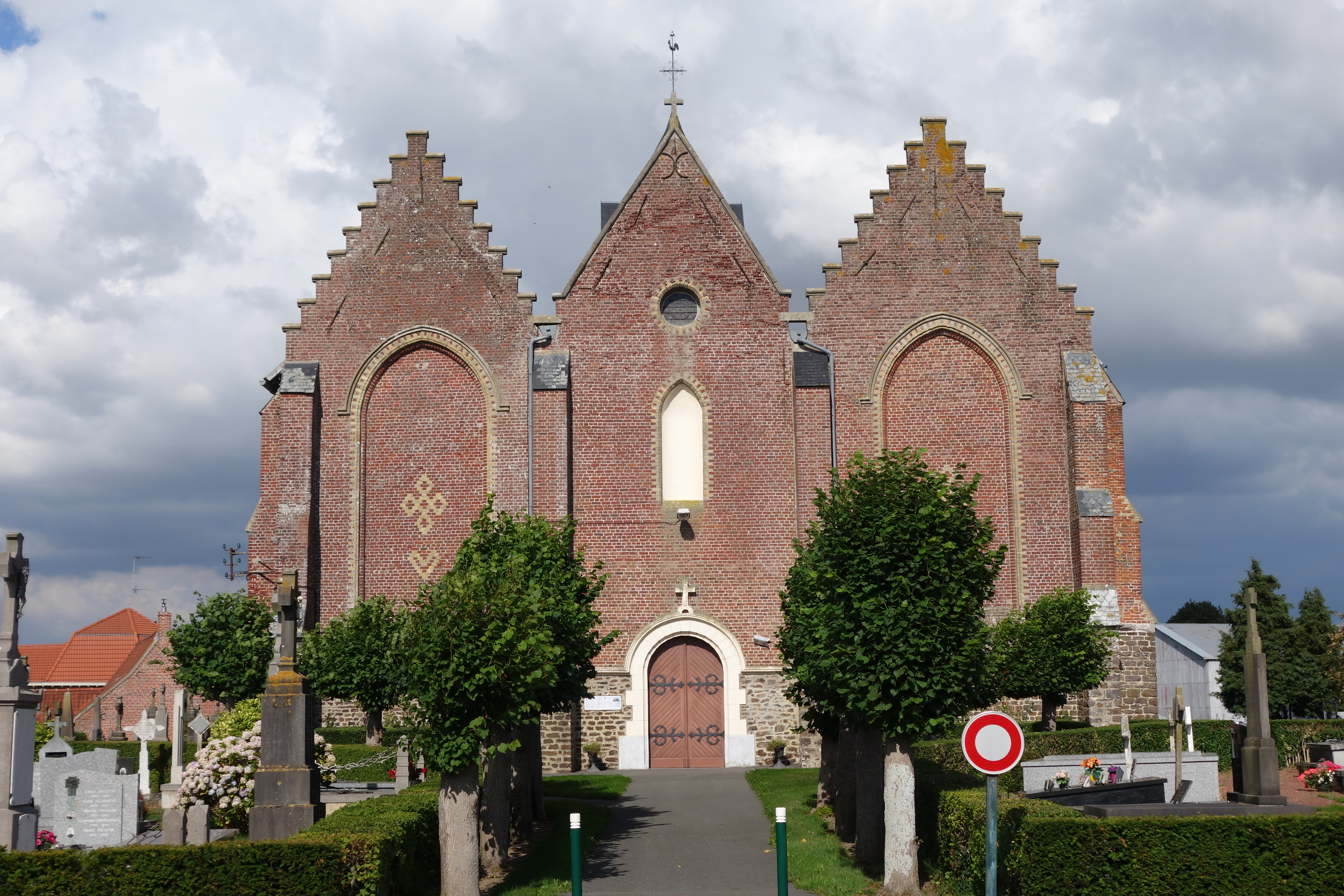
Kirche Saint-Omer
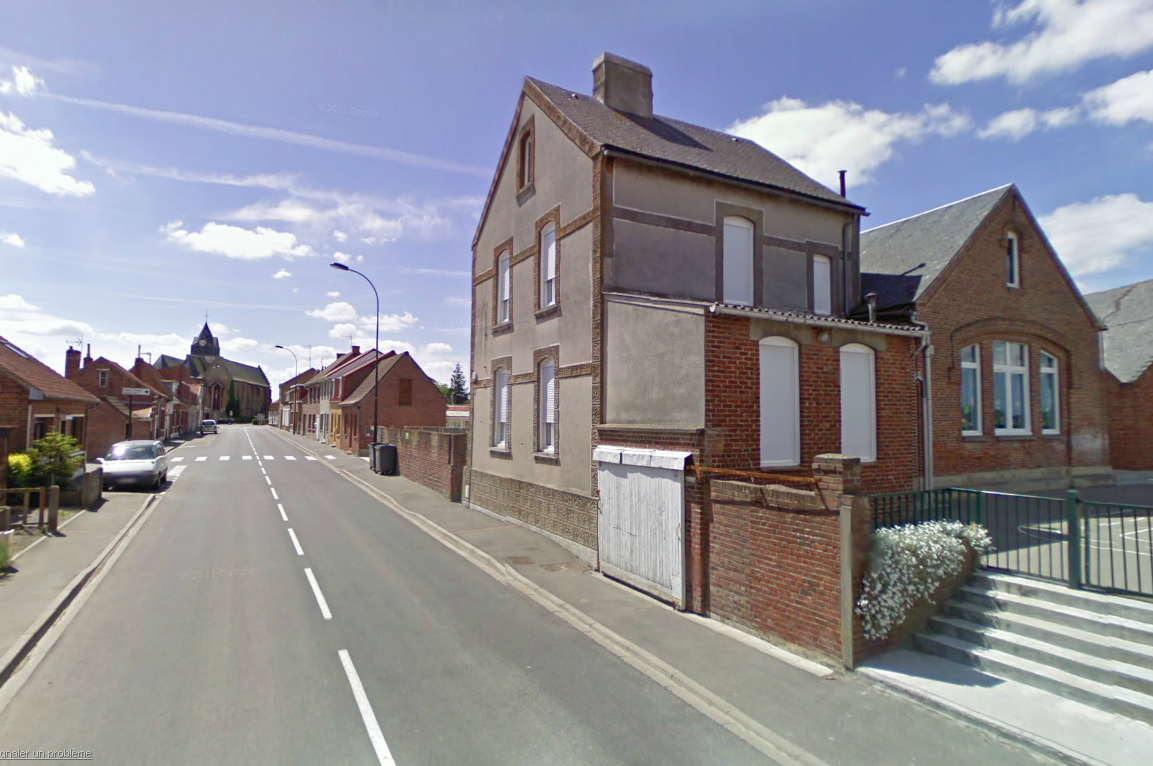
Grundschule in Ledringhem

- Kirche Saint-Omer
- Grundschule in Ledringhem